# L.A. Style
L.A. Style is een voormalig Nederlands houseproject, dat begin jaren 90 een grote hit scoorde met het nummer "James Brown Is Dead". Het is een project van de producers Wessel van Diepen en Michiel van der Kuy.

## Biografie
Wessel van Diepen en Michiel van der Kuy ontmoetten elkaar in 1991 en besloten samen muziek op te gaan nemen. De dj's speelden al meteen in op de harde stroming binnen de housemuziek. Hun debuutsingle James Brown Is Dead was een groot succes en schoot snel door naar nummer 1 in de Top 40. Daarbij was het de eerste danceplaat van Nederlandse makelij die een nummer-1-positie wist te krijgen. Het bereikte zelfs de hitparades van de Verenigde Staten. Dit was voor het eerst dat een rave-nummer de Amerikaanse hitparade haalde.
Later scoorde L.A. Style nog een kleine hit met "I'm Raving" (1992), die als hoogste positie de 20e plaats behaalde. Het maakte gebruik van het nummer O Si Nene van Nicolette, die het bekende riedeltje voor hen opnieuw inzong. Het album van L.A. Style, "The Album" dat 10 nummers bevat, haalde echter nooit de Album Top 100. Ook andere singles deden weinig. De formule leek uitgewerkt en Wessel van Diepen ging zich focussen op nieuwe projecten als Luvspunge, Lick ft. Kentucky Martha, E-Motion, Nakatomi en Vengaboys. Michiel van der Kuy ging zijn eigen weg als producer.

## Discografie

### Albums
| Album met eventuele hitnotering(en) in de Nederlandse Album Top 100 | Datum van verschijnen | Datum van binnenkomst | Hoogste positie | Aantal weken | Opmerkingen |
| ------------------------------------------------------------------- | --------------------- | --------------------- | --------------- | ------------ | ----------- |
| The Album                                                           | 1992                  | onb                   |                 |              |             |

### Singles
| Single met eventuele hitnotering(en) in de Nederlandse Top 40 | Datum van verschijnen | Datum van binnenkomst | Hoogste positie | Aantal weken | Opmerkingen   |
| ------------------------------------------------------------- | --------------------- | --------------------- | --------------- | ------------ | ------------- |
| James Brown Is Dead                                           | 1991                  | 21-09-1991            | 1               | 14           | 2 weken op 1  |
| I'm Raving - O Si Nene                                        | 1992                  | 7-11-1992             | 20              | 7            | met Nicolette |
| Balloony                                                      | 1993                  | 20-02-1993            | tip             |              |               |
| Got to move                                                   | 1994                  | onbekend              | tip             |              |               |

| Single met hitnotering(en) in de Vlaamse Ultratop 50 | Datum van verschijnen | Datum van binnenkomst | Hoogste positie | Aantal weken | Opmerkingen |
| ---------------------------------------------------- | --------------------- | --------------------- | --------------- | ------------ | ----------- |
| James Brown Is Dead                                  | 1991                  | 21-09-1991            | 1               | 16           |             |
| I'm Raving - O si nene                               | 1991                  | 14-11-1991            | 15              | 11           |             |